# Jeunes Mariés (film, 1953)
Pour les articles homonymes, voir Jeunes Mariés.
Pour plus de détails, voir Fiche technique et Distribution.
Jeunes Mariés est un film français de Gilles Grangier, sorti en 1953.

## Synopsis
Deux jeunes mariés en voyage de noces font une étape imprévue dans un village près duquel vient de s'installer un camp de G.I.s. Ils se trouvent mêlés à l'agitation causée par l'arrivée des troupes américaines, qui divise fortement la population du village : le maire soutient les « occupants », mais l'opposition leur est nettement opposée,.

## Fiche technique
- Titre original : Jeunes Mariés
- Titre italien : Sposata ieri
- Réalisation : Gilles Grangier
- Scénario : Jacques Companéez (scénario), Charles Spaak (dialogues), Joseph Than (scénario)
- Décors : Jean d'Eaubonne
- Costumes : Carven
- Image : Robert Lefebvre
- Cameraman : Roger Delpuech
- Son : William Robert Sivel
- Montage : Madeleine Gug
- Musique : Louiguy (version française), Arturo Donnedo (version italienne)
- Maquillage : Maguy Vernadet
- Coiffeuse : Simone Knapp
- Script-girl : Martine Guillou
- Régisseur général : Lucien Lippens
- Producteur : Raymond Borderie
- Directeur de production : Louis Wipf
- Sociétés de production : Compagnie Industrielle et Commerciale Cinématographique (CICC), Fono Roma, Marina Films, Santa Monica
- Société(s) de distribution : L'Alliance Générale de Distribution Cinématographique (A.G.D.C.)
- Pays de production :  France/ Italie (production)
- Langue originale : Français
- Format : Noir et blanc - 35 mm - 1,37:1 -  Son Mono
- Genre : Comédie dramatique
- Durée : 91 minutes
- Dates de sortie :
  - France : 3 juin 1953
  - Italie : 23 juillet 1954

## Distribution
- François Périer : Jacques Delaroche, qui vient d'épouser Gisèle
- Anne Vernon : Gisèle Delaroche, sa toute jeune épouse
- Henri Génès : Le garagiste
- Folco Lulli : L'aubergiste
- Peter Walker : Un G.I.
- Carlo Romano : Virgile, le coiffeur
- Gaston Rey : Le voleur
- Georges Tabet : Le sidi
- Roger Crouzet : Marcel
- Marcel Delaître : Le photographe
- Serge Lecointe : Un gamin
- Jean-Marie Robain
- Giacomo Rossi-Stuart
- Nicolas Vogel : Un Américain
- Luciana Vedovelli : Catherine
- Germaine Michel : La femme du maire
- Hélène Tossy : La femme du coiffeur
- René Sarvil : Le maire de Montigny
- Robert Murzeau : Monsieur de Poncillac
- Phillip Reed
- Paul Frankeur : Le brigadier de gendarmerie
- François Joux : Guy de Fressignac, l'adjoint au maire (non crédité)
- Charles Lemontier : Le docteur (non crédité)
- Dominique Marcas (non créditée)
- Henri Marchand : Le curé (non crédité)
- Jean Sylvère (non crédité)
- Julien Verdier : Le gendarme (non crédité)